# Trematodon brevicarpus
Trematodon brevicarpus är en bladmossart som beskrevs av Hiroyuki Akiyama 1984. Trematodon brevicarpus ingår i släktet tranmossor, och familjen Bruchiaceae. Inga underarter finns listade i Catalogue of Life.